# Dryopteris vescoi
Dryopteris vescoi är en träjonväxtart som först beskrevs av Drake, och fick sitt nu gällande namn av Carl Frederik Albert Christensen. Dryopteris vescoi ingår i släktet Dryopteris och familjen Dryopteridaceae. Inga underarter finns listade.